# L'Immortel (roman)
Pour les articles homonymes, voir Immortel.
L'Immortel est un roman d'Alphonse Daudet relatant la vie fictive de la société entourant le vieux professeur Pierre-Alexandre-Léonard Astier-Réhu de l'Académie française.

## Résumé
L'histoire est centrée autour de la famille Astier-Réhu, alliance familiale des Réhu dont le patriarche Jean est doyen de l'Académie française et Léonard Astier est un professeur d'histoire ayant brigué par son mariage un fauteuil d'académicien. Le fils, Paul Astier, est un architecte ambitieux mais impécunieux qui trame son ascension sociale par un mariage hétérogame. Adélaïde Astier-Réhu, épouse de Léonard et mère de Paul, machine en arrière-plan pour la réussite des projets des hommes de sa famille, par le truchement de ses hautes relations, dont le prince d'Athis, la princesse de Rosen ou la duchesse Padovani. L'intrigue se situe dans un milieu à la fois académique (regroupant les cinq académies de l'Institut de France) et diplomatique.
La principale préoccupation d'Adélaïde Astier-Réhu, après avoir permis à son mari de devenir académicien, est de consolider la situation de son fils. Tout d'abord elle lui a permis d'obtenir des mandats d'architecte, auprès de la duchesse Padovani et de la princesse de Rosen. Puis elle fait en sorte que son ami, le prince d'Athis, amant de la duchesse Padovani par qui il a obtenu un poste d'ambassadeur à Saint-Pétersbourg, se marie avec la princesse de Rosen, riche veuve, afin de donner de l'argent à son fils impécunieux, sans savoir que son fils désirait épouser lui-même la princesse.
En parallèle, on voit autour de la famille Astier-Réhu la trajectoire d'autres personnages carriéristes (Freydet est corrompu par les caresses de son vieux maître Astier-Réhu) ou artistes (c'est la position représentée par le personnage de Védrine). Freydet va briguer, sur les conseils de Léonard, un fauteuil d'académicien durant tout le roman, comme d'autres tels que Moser, Salèle et Guérineau. Védrine avertit Freydet du danger de la fièvre académique et de la « remorque » qui a pour but de « noyer le poisson », c'est-à-dire de tenir à la traîne des académiciens les candidats infortunés. Védrine, vit, à l'écart des intrigues, une vie paisible avec sa famille, en sculptant et peignant, tout en entretenant d'étroites relations avec les différents personnages du roman.
Léonard Astier collectionne des autographes inédits, achetés au relieur bossu Fage. C'est sur cette collection qu'il bâtit son œuvre historique, que personne ne lit. Mais au cours de la narration, Huchard, « prince des autographiles », cherche  à démontrer que ces autographes sont des faux, ce qu'il parvient à faire grâce à l'aide du chimiste Delpech, membre de l'Académie des sciences. Cela va entraîner la progressive déchéance de Léonard Astier-Réhu, qui était devenu par le décès de l'ancien secrétaire perpétuel le nouveau secrétaire perpétuel de l'Académie française. Cette déchéance conduit au suicide de l'immortel Léonard Astier-Réhu depuis le pont des Arts, après le mariage de son fils avec la riche duchesse Padovani, tandis que le grand-père de son épouse, l'immortel Jean Réhu, lui, continue à croître dans son grand âge vers la centaine.

## Personnages

### Famille Astier-Réhu
- Pierre-Alexandre-Léonard Astier-Réhu : couramment appelé Léonard Astier-Réhu, il a épousé la petite-fille de Jean Réhu pour devenir académicien — ce qu'il est devenu. Ancien professeur d'histoire au lycée Louis-le-Grand, surnommé par ses élèves Crocodilus, il a été le maître de Freydet et de Védrine. Il a travaillé au Quai d'Orsay avant d'en être renvoyé. Il habite désormais rue de Beaune. Il devient à la suite de la mort de Loisillon le secrétaire perpétuel de l'Académie. Après son procès contre le relieur Fage pour lui avoir vendu des faux, il se suicide depuis le pont des Arts.
- Adélaïde Astier : épouse du vieux professeur Léonard Astier-Réhu, elle se démène pour la réussite de son fils Paul, par des manigances de société pour lui obtenir des sous ou des mandats.
- Paul Astier : fils de Léonard Astier-Réhu, devenu architecte, il cherche à séduire la princesse de Rosen. Après le mariage du prince d'Athis avec la princesse de Rosen, il entreprend de séduire la duchesse Padovani, qu'il parvient à épouser et ainsi acquérir la richesse tant convoitée.
- Jean Réhu : doyen de l'Académie française, reconnu pour sa pingrerie et son mauvais caractère, il est un homme à anecdotes, qu'il ponctue à la fin d'un « J’ai vu ça, moi. » Il est présenté comme le seul Immortel ayant une véritable allure d'immortel.

### Autres membres de l'Institut de France
- Loisillon : secrétaire perpétuel de l'Académie française, il n'apparaît jamais dans le roman, mais est souvent évoqué pour son vieil âge et sa mort prochaine qui libérerait le logement du Secrétaire perpétuel, que brigue Léonard Astier-Réhu. Léonard Astier-Réhu espère également la mort pour que le fauteuil d'académicien revienne à Abel de Freydet, dont il l'estime digne après la parution de son Dieu dans la Nature. À sa mort, sa veuve devient directrice de l'école d'Écouen, ce qui permet à Léonard Astier-Réhu d'emménager aussitôt après avoir été élu secrétaire perpétuel.
- Danjou : auteur dramatique, membre de l'Académie française, il est populaire dans le milieu mondain pour sa verve. Une fois devenu zèbre de la duchesse Padovani, il lit dans sa demeure de Mousseaux sa dernière pièce Les Apparences, écrite pour la Comédie-Française.
- Landry : musicien, membre de l'Académie des Beaux-Arts, auteur de Roxelane, que joue la danseuse Déa.
- Samy d'Athis : prince, amant de la duchesse, diplomate, membre de l'Académie des sciences morales et politiques, il obtient un poste d'ambassadeur à Saint-Pétersbourg grâce à la duchesse Padovani. Il cherche à épouser la veuve du prince de Rosen, ce à quoi il parvient grâce à Adélaïde Astier-Réhu.
- Huchenard : baron, surnommé le « prince des autographiles », collectionneur d'autographes, membre de l'Académie des inscriptions et belles-lettres qui parvient à l'aider de Delpech à démontrer que la collection d'autographes d'Astier-Réhu sont des faux. Il devient par le chantage de révéler leur nature de faux à accéder à un fauteuil à l'Académie française.
- Delpech : membre de l'Académie des sciences. Il va découvrir l'inauthenticité des trois autographes de Charles Quint.

### Autres personnages
- Védrine : marquis, artiste anticonformiste, décrit comme un « des trois ou quatre que la convention mondaine choisit à l’envers de son goût, de son éducation et admire follement sans savoir pourquoi, par une prétention à l’originalité artistique »[1]. Il est employé par Paul Astier-Réhu pour réaliser les sculptures. Cynique vis-à-vis des institutions, il est l'ami d'Abel de Freydet, rencontré au lycée Louis-le-Grand.
- Lavaux : homme de sociabilité, il dispose toujours de nombreuses anecdotes pour divertir les assemblées. Il est le « zèbre » de la duchesse Padovani, c'est-à-dire son homme de confiance.
- Picheral : secrétaire de l'Académie française.
- Abel de Freydet : poète de province, frère dévoué de Madeleine, ami de Védrine, ancien élève de Léonard Astier-Réhu. Son dernier ouvrage Dieu dans la Nature est moins imaginatif et se conforme davantage au style académique pour obtenir le prix Boisseau de l'Académie française.
- Germaine de Freydet : sœur infirme d'Abel, qui réside à Clos-Jallanges, elle entretient une correspondance avec son frère. Elle meurt après s'être dévoué à la candidature infructueuse de son frère à l'Académie française.
- Colette de Rosen : née Sauvadon, princesse par son mariage, veuve d'Herbert, prince de Rosen, elle lui fait exécuter un mausolée par l'architecte Paul Astier-Réhu, dont elle tombe amoureuse. Habitant rue de Courcelles, elle y reçoit uniquement madame Astier, la père de Paul, qui œuvre à ce que son ami Samy, le prince d'Athis, l'épouse.
- Herbert de Rosen : prince défunt, ancien époux de la princesse. Son tombeau a été commandé par la princesse à Paul Astier-Réhu qui a chargé Védrine d'exécuter le gisant.
- Maria-Antonia Padovani : Corse, duchesse, épouse du duc Padovani, amante du prince d'Athis, habitant rue de Poitiers. Sa maison de campagne est à Mousseaux.
- Charles-Henri-François Padovani : prince d’Olmütz, ancien sénateur, ambassadeur et ministre, grand-croix de la légion d’honneur, époux de Maria-Antonia, il meurt en 1880.
- Fage : relieur, source des autographes de Léonard Astier-Réhu, soi-disant intermédiaire pour le fonds Mesnil-Case. Il habite la ruine de l'ancienne Cour des comptes[2], rue de Lille.
- Bos : libraire, archiviste-paléographe, il propose 20 000 francs pour les trois autographes de Charles Quint à son « maître » Rabelais.

## Citations sur l'Académie française
L'Académie française est présentée en subdivisions dans le chapitre 3, dans la lettre d'Abel de Freydet à sa sœur Madeleine restée à Clos-Jallanges :
« C’est ainsi que, dans l’intimité des bureaux, se subdivise l’Académie française. Les ducs, ce sont tous les gens de noblesse et l’épiscopat ; les Petdeloup comprennent les professeurs et savants divers ; par cabotins, on entend les avocats, hommes de théâtre, journalistes, romanciers. »
L'Académie française est décrite par le sculpteur Védrine comme racoleuse dans le chapitre 4 :
« L’Académie est un goût qui se perd, une ambition passée de mode… Son succès n’est qu’une apparence… Aussi, depuis quelques années, l’illustre compagnie n’attend plus le client chez elle, descend sur le trottoir et fait la retape. Partout, dans le monde, les ateliers, les librairies, les couloirs de théâtre, tous les milieux de littérature ou d’art, vous trouvez l’académicien racoleur souriant aux jeunes talents qui bourgeonnent : « L’Académie a l’œil sur vous, jeune homme !… »
Et plus loin, de poursuivre en réponse à Freydet :
« — Mais enfin, on y entre, à l’Académie, on y arrive…
— Jamais à la remorque… Et puis, quand on réussit, la belle affaire ! Qu’est-ce que ça rapporte ?… de l’argent ? pas tant que tes foins… La notoriété ? Oui, dans un coin d’église grand comme un fond de chapeau… Encore si ça donnait du talent, si ceux qui en ont ne le perdaient pas une fois là, glacés par l’air de la maison. L’Académie est un salon, tu comprends ; il y a un ton qu’il faut prendre, des choses qui ne se disent pas ou s’atténuent. Finies, les belles inventions ; finis, les coups d’audace à se casser les reins. Les plus grouillants ne bougent plus, de peur d’un accroc à l’habit vert […] »
Dans une lettre à sa sœur, au chapitre 7, Freydet présente les fastidieuses mondanités pré-électorales, cite les grands noms malchanceux (comme Honoré de Balzac), l'ennui des visites académiques (avec Prosper Mérimée) ou encore la hâte d'une vacance de fauteuil, et donc de la mort d'un académicien, avant d'évoquer la question de la moralité des candidats à propos de quelques vers licencieux d'un concurrent :
« L’Académie est un salon, voilà ce qu’il faut comprendre avant tout. On n’y peut entrer qu’en tenue et les mains intactes. »
Dans le chapitre 16, alors que Léonard Astier-Réhu vient de gagner son procès, mais ressorti couvert de ridicule et de jobardise, il se couche dans un lit improvisé dans son cabinet où sa femme, Adélaïde, le rejoint et le tance :
« Jolis, ses livres ! S’imaginait-il, par hasard, qu’ils lui avaient valu l’Académie. Mais c’est à elle seule qu’il le devait, son habit vert ! Une vie d’intrigues, de manéges, pour forcer les portes, une après l’autre … toute sa jeunesse de femme sacrifiée aux déclarations chevrotantes, aux entreprises de vieux qui la soulevaient de dégoût… « Dame ! mon cher, il fallait bien… On entre à l’Académie avec du talent ; vous n’en avez pas… ou un grand nom, ou une haute situation… Tout vous manquait… Alors, je m’en suis mêlée !… » »
Sur le pont des Arts, Léonard Astier-Réhu, ayant tout perdu ou presque, réfléchit à sa vie tendue vers l'Académie française et donne des conseils à la jeunesse française :
« Déjà, il y a bien longtemps, le jour de sa réception, les discours finis, les malices échangées, il a eu cette impression de vide et d’espoir mystifié ; dans le fiacre qui le ramenait chez lui pour quitter l’habit vert, il se disait : « Comment ! J’y suis ?… Ce n’est que ça ! » Depuis, à force de se mentir, de répéter avec ses collègues que c’était bon, exquis, les délices des délices, il a fini par y croire… Mais, à présent, le voile est tombé, il y voit clair et voudrait crier par cent voix à la jeunesse française : « Ce n’est pas vrai… On vous trompe… L’Académie, un leurre, un mirage !… Faites votre route et votre œuvre en dehors d’elle… Surtout, ne lui sacrifiez rien, car elle n’a rien à vous donner de ce que vous n’apporterez pas, ni le talent, ni la gloire, ni le suprême contentement de soi… Ce n’est ni un recours, ni un asile, l’Académie !… Idole creuse, religion qui ne console pas. Les grandes misères de la vie vous assaillent là comme ailleurs… On s’y est tué, sous cette coupole ; on y est devenu fou ! Et ceux qui dans leur détresse se sont tournés vers elle, qui lui ont tendu des bras découragés d’aimer ou de maudire, n’y ont étreint qu’une ombre… et le vide… le vide… » »

## Autour du roman
L'affaire des faux autographes vendus par Fage est inspirée d'une affaire réelle : l'affaire Vrain-Lucas. Denis Vrain-Lucas a vendu des autographes au mathématicien Michel Chasles, y compris des lettres d'Alexandre ou de Cléopâtre.
Astier-Réhu se suicide de la même manière que Louis-Simon Auger, seul suicide de l'histoire de l'Académie française. Élu secrétaire perpétuel en 1826, il se jette dans la Seine devant le collège des Quatre-Nations, du haut du pont des Arts, le 2 janvier 1829.

## Éditions
Il a d'abord été publié en feuilleton dans L’Illustration du 5 mai au 7 juillet 1888. Puis une première édition est publiée chez Alphonse Lemerre en 1888.